# 11 Pułk Lotnictwa Myśliwskiego OPL

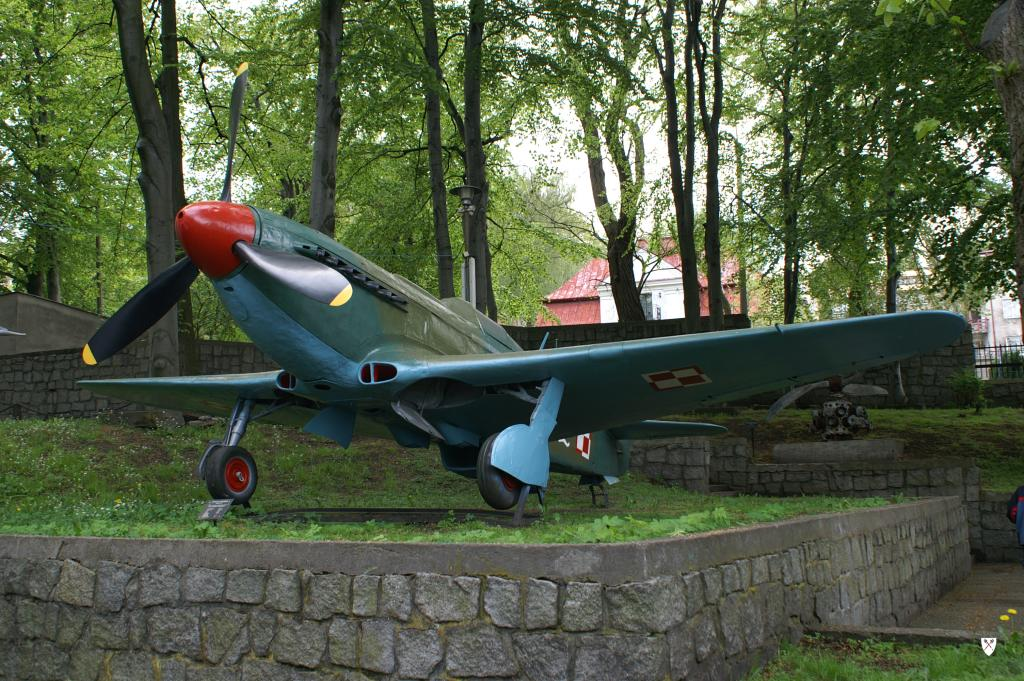
Jak-9P

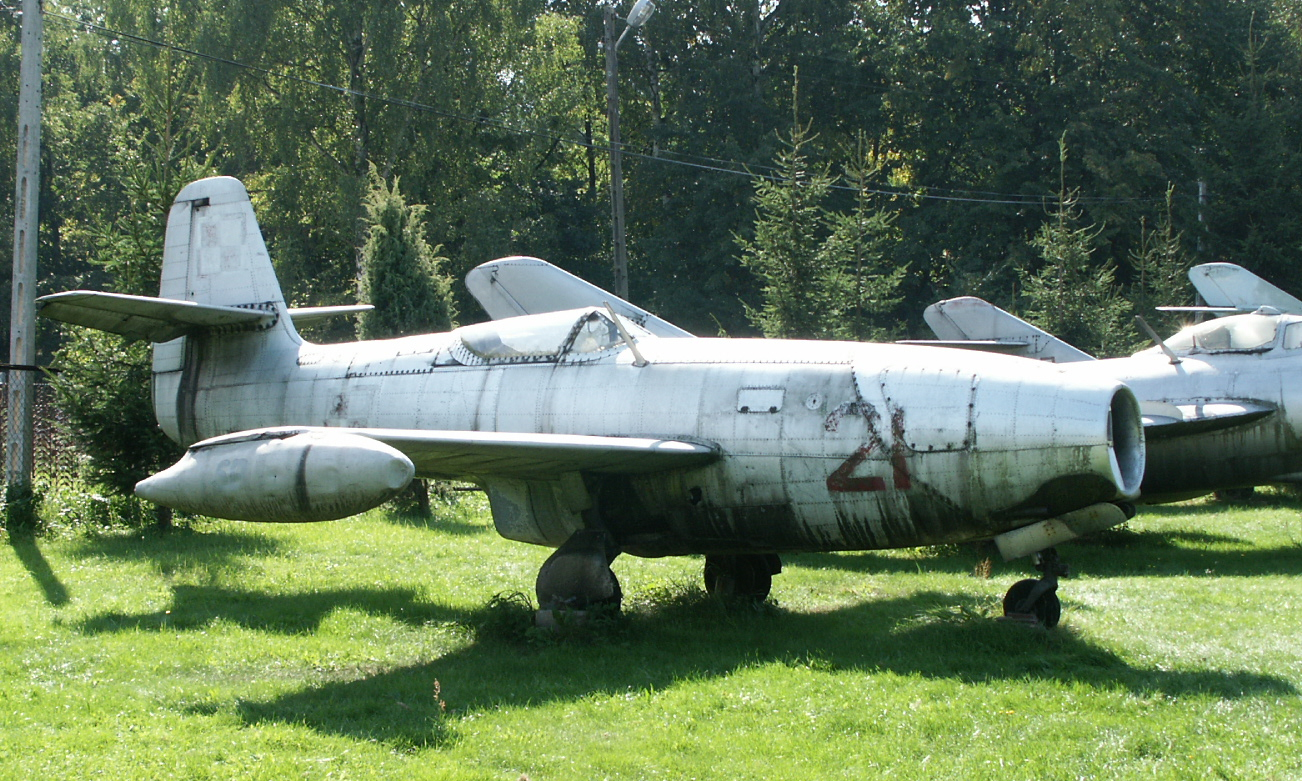
Jak-23

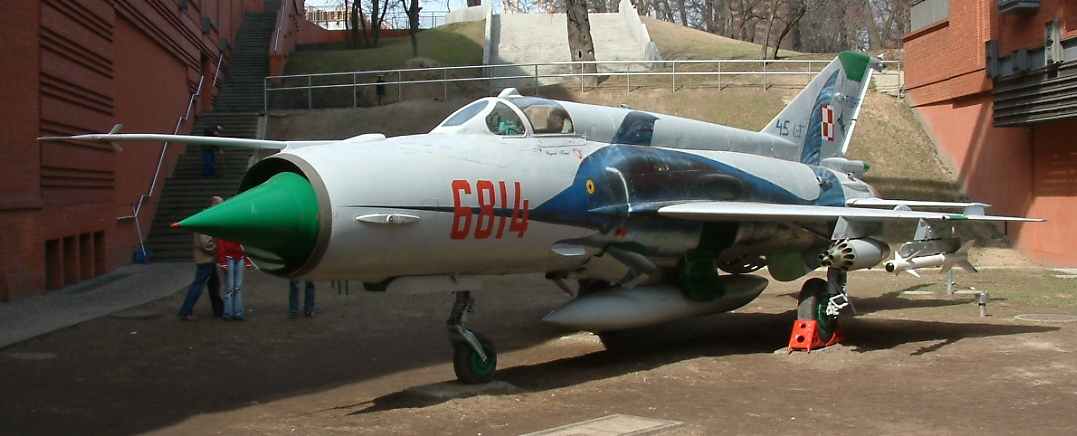
MiG-21

11 Pułk Lotnictwa Myśliwskiego OPK (11 plm) – oddział lotnictwa myśliwskiego Sił Zbrojnych PRL.

## Formowanie i zmiany organizacyjne
Na lotnisku w Poznaniu, w terminie od 1 października do 1 grudnia 1950 roku został sformowany 11 Pułk Lotnictwa Myśliwskiego. Etat pułku 6/101 przewidywał 222 wojskowych i jednego pracownika kontraktowego.
W grudniu 1951 roku pułk został włączony w skład nowo formowanej 11 Dywizji Lotnictwa Myśliwskiego. Jednocześnie określono nowe miejsce stacjonowania pułku – lotnisko Zegrze Pomorskie. Jednak wobec załamania się planu przyspieszonego rozwoju lotnictwa, pułk pozostał na lotnisku w Poznaniu i został włączony do składu 6 Dywizji Lotnictwa Myśliwskiego.
W latach 1954–1955, na bazie dwóch eskadr 11 Pułku Lotnictwa Myśliwskiego sformowano 62 Pułk Lotnictwa Myśliwskiego. Jednocześnie pułk został przebazowany na lotnisko Debrzno i po uzupełnieniu stanu włączony w skład 10 Dywizji Lotnictwa Myśliwskiego OPL.
W 1958 roku 11 Pułk Lotnictwa Myśliwskiego został włączony w skład 2 Korpusu Obrony Przeciwlotniczej Obszaru Kraju.
W czerwcu 1962 roku jednostka została przemianowana na 11 Pułk Lotnictwa Myśliwskiego OPK.
W 1967 roku 11 Pułk Lotnictwa Myśliwskiego OPK przyjął tradycje bojowe i numerację wojennego 9 Pułku Lotnictwa Myśliwskiego.
W październiku 1968 roku 9 Pułk Lotnictwa Myśliwskiego OPK został przekazany Wojskom Lotniczym i podporządkowany dowódcy 4 Pomorskiej Dywizji Lotnictwa Myśliwskiego. Wraz ze zmianą podporządkowania z nazwy jednostki został usunięty człon „OPK”.
Z dniem 31 stycznia 1989 roku, 9 Pułk Lotnictwa Myśliwskiego został rozformowany. Jednocześnie 26 Pułk Lotnictwa Myśliwskiego został przeformowany na 9 Pułk Lotnictwa Myśliwskiego i przyjął tradycje bojowe rozformowanego 9 Pułku Lotnictwa Myśliwskiego.

## Dowódcy pułku
Wykaz dowódców pułków podano za: Józef Zieliński [red.]: Polskie lotnictwo wojskowe 1945–2010. s. 125.
- mjr pil. Zygmunt Ostrowski (1950–1952)
- mjr pil. Władysław Lewiński 1952
- mjr pil. Franciszek Kamiński (1952–1953)
- ppłk pil. Tadeusz Abramczuk (1954–1956)
- ppłk pil. Jerzy Bażanow (1956–1959)
- ppłk pil. Zdzisław Kozik (1959–1961)
- ppłk pil. Edward Zamorski (1961–1966)
- ppłk pil. Zygmunt Wojciechowski (1966–1968)
- ppłk pil. Marian Niedźwiecki (1968–1969)
- ppłk pil. Józef Mizera (1969)
- ppłk pil. Jerzy Zych (1969–1972)
- mjr pil. Adam Markowicz (1972)
- ppłk pil. Zygmunt Wojciechowski (1972–1973)
- płk pil. Stanisław Michniewicz (1973–1976)
- płk pil. Mieczysław Toboła (1976–1983)
- płk pil. Jan Jermakowicz (1983–1987)
- ppłk pil. Jan Nowak (1987–1989)